# Tribu Stellatina
La tribu Stellatina (en latin classique : Stellātīna) est l'une des trente-et-une tribus rustiques de la Rome antique.
D'après Tite-Live, elle aurait été créée en 387 AUB.